# Torric Jebrin
Torric Jebrin (* 14. Januar 1991 in Accra) ist ein ghanaischer Fußballspieler.

## Karriere
Jebrin spielte in seiner Heimat Ghana für Accra Hearts of Oak. Im Dezember 2010 wechselte der Mittelfeldspieler in die Türkei zum Erstligisten Bucaspor. Er stieg mit Bucaspor in die Zweite Liga ab, trotzdem blieb er in Izmir. Bereits nach einem Jahr bei Buca kündigte Jebrin seinen Vertrag und ging ablösefrei zu Trabzonspor. Für Trabzon spielte er bislang einmal im türkischen Pokal.
Bereits vor Beginn der Saison 2012/13 wurde er vom Trainer Şenol Güneş für nicht reif genug befunden und an die Zweitmannschaft Trabzonspors, an den neuen Zweitligisten 1461 Trabzon ausgeliehen. Im Juli 2014 löste Trabzonspor den Vertrag mit Jebrin auf.
Nach dem Abschied von Trabzonspor unterschrieb er bei seinem früheren Verein Bucaspor einen Zweijahresvertrag. Diesen löste er bereits Anfang 2015 wieder auf. Nach einem halben Jahr ohne Engagement nahm ihn im Juli 2015 der ägyptische Klub Ismaily SC unter Vertrag.